# Delahaye Type 64
Der Delahaye Type 64 ist ein frühes Pkw-Modell. Hersteller war Automobiles Delahaye in Frankreich.

## Beschreibung
Die Fahrzeuge wurden zunächst zwischen 1913 und September 1914 hergestellt. Nach Ende des Ersten Weltkriegs folgte die leicht überarbeitete Version Type 64 N, die von 1918 bis 1920 im Sortiment stand.
Der Ottomotor war in Frankreich mit 12–16 CV eingestuft. Der Vierzylindermotor hat 80 mm Bohrung, 130 mm Hub und 2614 cm³ Hubraum. Er leistet 25 PS in der ersten Ausführung und 27 PS in der zweiten. Er ist vorn im Fahrgestell eingebaut und treibt die Hinterachse an.
Der Radstand beträgt wahlweise 2925 mm oder 3125 mm. Bekannt sind die Karosseriebauformen Tourenwagen, Limousine und Landaulet. Merville et Garnier stellte die meisten Karosserien her. Es gab auch Taxis und Kastenwagen.
Nach Ausbruch des Ersten Weltkrieges bestellte die französische Armee im Oktober 1914 insgesamt 88 Exemplare mit Lieferwagen-Aufbau und einer Nutzlast von 1350 kg. Diese Fahrzeuge hatten den langen Radstand von 3,125 m und Reifen der Größe 820 × 120 mm. Sie wurden von Spätherbst 1914 bis 1916 ausgeliefert.